# Фёлькерзам, Егор Фёдорович фон
Барон Егор Фёдорович фон Фёлькерзам (Георг Фридрих фон Фёлькерзам; нем. Georg Friedrich von Fölkersahm; 10 (21) ноября 1766, имение Штейнензе, Курляндия — 18 (30) ноября 1848, Рига) — российский государственный деятель, тайный советник (1835), гражданский губернатор Лифляндской губернии (1829—1847).

## Биография
Родился в имении Штейнензе в Курляндии (ныне Стелмуже в Зарасайском районе Литвы). До 1781 г. получал домашнее образование, в 1785 г. окончил митавскую гимназию; в 1786—1789 годах слушал лекции в Геттингенском университете.
Во время русско-польской войны 1792 года по приглашению курляндского герцога Петра служил генеральным комиссаром по снабжению провиантом русских войск, расположенных по курляндской границе, за что в 1795 году был пожалован чином коллежского асессора и награждён орденом св. Владимира 4-й степени. В том же году избран секретарём курляндского дворянства; в этой должности в числе шести уполномоченных делегатов подписал в Петербурге акт о подчинении Курляндии Российской империи (1795). В 1801 году в составе депутации курляндского дворянства приносил в Петербурге поздравления Императору Александру I по случаю восшествия его на престол и присутствовал при коронации в Москве. Командировался курляндским дворянством в Петербург также в 1803 и 1807 годах. В 1809—1812 гг. — советник губернского правления. С июля по ноябрь 1812 года, при вступлении неприятельской армии в балтийские губернии, находился в Петербурге. С ноября 1812 г. служил в Риге в канцелярии военного губернатора и главнокомандующего войсками округа маркиза Паулуччи, вместе с ним участвовал в экспедиции в Мемель и исправлял в этом городе должность генерал-интенданта. C 1813 г. — правитель канцелярии лифляндского генерал-губернатора.
В 1818—1821 гг. член митавской масонской ложи «Трех венчанных мечей».
В 1826 году пожалован в действительные статские советники. В 1829—1847 гг. — лифляндский гражданский губернатор. В 1847 г. вышел в отставку по возрасту и вскоре скончался.

### Семья
Жена (c 1795 г.) — Бенигна Готтлиба Фойгт (1771—1861); дети (носили баронский титул):
- Амалия Элеонора Каролина Констанция (Амалия Георгиевна; 1799—1864), замужем за Михаилом Александровичем фон Менгденом (1781—1855); одна из первых женщин-предпринимателей в текстильной промышленности России, в 1830—1864 гг. управляла льноткацкой фабрикой своего мужа;
- Юлиана Доротея Каролина Готтлиба (Лилли) (1801—1876);
- Иоганн Готтард Эммануил Теодор (1802—1871), русский генеральный консул в Париже;
- Иоганн Фридрих Мельхиор Эдмунд (Иван Егорович; 1803—1869), генерал-майор, в 1828 г. — адъютант И. Ф. Паскевича[2];
- Карл Валериан (1807—1886);
- Фабиан Иоганн Евгений (1809—1883), женат на Марии Констанции фон Фитингоф-Шель; служил в правлении Балтийских Государственных предприятий.
- Гамилькар (1811—1856), лифляндский ландмаршал (губернский предводитель дворянства) в 1848—1851 гг.